# Houses of the Holy
Houses of the Holy é o quinto álbum de estúdio da banda britânica de rock Led Zeppelin, lançado pela Atlantic Records em 28 de março de 1973. O título do álbum é uma dedicação pela banda a seus fãs que apareceram em locais que eles batizaram de "Casa do sagrado". Ele representa um ponto de viragem musical para Led Zeppelin, como eles começaram a usar mais camadas e técnicas de produção em gravar suas canções.
Durante a turnê de divulgação dois shows foram filmados originando o álbum ao vivo e filme The Song Remains the Same. Foi o último álbum do grupo lançado pela Atlantic Records. Desde seu lançamento o disco foi certificado pela Recording Industry Association of America (RIAA), nos Estados Unidos, com 11 Discos de Platina, por ter vendido uma quantidade superior a 11 milhões de cópias. House of the Holy foi classificado em 148° lugar na lista dos 500 melhores álbuns da revista Rolling Stone.

## Seções de gravação
Muito desse álbum foi gravado em 1972 numa propriedade rural em Berkshire, na antiga propriedade de Mick Jagger, por meio do estúdio de gravação Rolling Stones Mobile Studio. O álbum marca uma mudança no estilo do som da banda. Os riffs de guitarra se tornaram mais trabalhosos, com técnicas e influências do blues. Apresenta estilos não vistos nos álbuns anteriores da banda, como por exemplo, "D'yer Mak'er", que possui uma influência do reggae (A pronúncia de D'yer Mak'er é a mesma de Jamaica em inglês); "No Quarter" apresenta uma introdução com sintetizadores e um solo de piano do baixista John Paul Jones, "The Crunge" é um tributo funk a James Brown; A música que encerra o álbum "The Ocean" é dedicada ao "o oceano" de fãs que assistiam ao shows do Led Zeppelin.
Este é o último álbum do Led Zeppelin pela gravadora Atlantic Records, antes de criarem sua própria gravadora, a Swan Song Records, em 1974. Este também é o único álbum do Led Zeppelin que contem todas as letras impressas no encarte.
Em 2003, o álbum foi escolhido pela revista Rolling Stone como número 149 na lista dos "500 Melhores Álbuns de Todos os Tempos"
A capa do álbum representa a "Calçada dos Gigantes" na Irlanda do Norte. Representa uma família vinda do mar subindo a calçada. "Houses of the Holy" é também o nome de uma música gravada durante as sessões deste álbum, mas não lançada até Physical Graffiti, álbum de 1975. Outras músicas gravadas, mas que não aparecem neste álbum são "Walter's Walk", "The Rover" e "Black Country Woman".

## Lançamento e reação crítica
Este foi o último álbum do Led Zeppelin lançado pela gravadora Atlantic Records antes de formarem sua própria gravadora, Swan Song Records, em 1974. Foi também o único álbum do Led Zeppelin que continha letras completas impressas para cada música.

## Alinhamento de faixas
| Lado 1 |                               |                                           |         |  |
| N.º    | Título                        | Compositor(es)                            | Duração |  |
| 1.     | "The Song Remains the Same"   | Jimmy Page, Robert Plant                  | 5:32    |  |
| 2.     | "The Rain Song"               | Page, Plant                               | 7:39    |  |
| 3.     | "Over the Hills and Far Away" | Page e Plant                              | 4:50    |  |
| 4.     | "The Crunge"                  | John Bonham, John Paul Jones, Page, Plant | 3:17    |  |

| Lado 2         |                |                            |         |  |
| N.º            | Título         | Compositor(es)             | Duração |  |
| 1.             | "Dancing Days" | Page, Plant                | 3:43    |  |
| 2.             | "D'yer Mak'er" | Page, Plant, Jones, Bonham | 4:23    |  |
| 3.             | "No Quarter"   | Page, Plant, Jones         | 7:00    |  |
| 4.             | "The Ocean"    | Page, Plant, Jones, Bonham | 4:31    |  |
| Duração total: | Duração total: | Duração total:             | 40:58   |  |

## Paradas

### Álbum
| Paradas (1973-74)                     | Posição |
| ------------------------------------- | ------- |
| Billboard Pop Álbuns (Billboard 200)  | 1       |
| Australian Go-Set Top 20 Albums Chart | 1       |
| Austrian Albums Chart                 | 3       |
| Canadian RPM Albums Chart             | 1       |
| Danish Albums Chart                   | 7       |
| French SNEP Albums Chart              | 3       |
| Italian Albums Chart                  | 4       |
| Japanese Oricon Albums Chart          | 3       |
| Norwegian Albums Chart                | 4       |
| Spanish Albums Chart                  | 9       |
| UK Albums Chart                       | 1       |
| U.S. Billboard 200                    | 1       |
| West German Albums Chart              | 8       |

### Singles
| Ano  | Single                        | Parada                                    | Posição |
| ---- | ----------------------------- | ----------------------------------------- | ------- |
| 1973 | "D'Yer Mak'er"                | Billboard Pop Singles (Billboard Hot 100) | 20      |
| 1973 | "Over The Hills And Far Away" | Billboard Pop Singles (Billboard Hot 100) | 51      |

## Certificações
| Região                | Certificações | Vendas     |
| --------------------- | ------------- | ---------- |
| Argentina (CAPIF)     | Ouro          | 30 000     |
| França (SNEP)         | 2× Ouro       | 200 000    |
| Alemanha (BVMI)       | Ouro          | 250 000    |
| Espanha (PROMUSICAE)  | Ouro          | 50 000     |
| Reino Unido (BPI)     | Platina       | 300 000    |
| Estados Unidos (RIAA) | 11× Platina   | 11 000 000 |

## Créditos
A seguir estão listados os músicos e técnicos envolvidos na gravação e produção de Houses of the Holy:
| Banda principal - John Bonham – Baterias, Vocais - John Paul Jones – Órgão, Baixo, Vocais, piano, Sintetizadores, instrumento - Jimmy Page – Violões, Guitarras, pedal steel guitar(guitarra de aço com pedais) Vocais, e Produtor - Robert Plant – Vocais, Gaita Produção | - Peter Grant – produtor executivo - Eddie Kramer – engenheiro de som, mixagem - Hipgnosis – arte - Keith Harwood – mixagem - Andy Johns – engenheiro, mixagem (em "No Quarter") - Aubrey Powell – fotógrafo da capa |